# Эверстов, Николай Дмитриевич
Николай Дмитриевич Эверстов (1827 — 1915) — первый якутский купец 1-й гильдии и предприниматель, потомственный почётный гражданин России.

## Биография

### Образы
Внук Николая Дмитриевича И. Д. Новгородов рассказал, что его отец был в купеческом сословии. По описанию Николай Эверстов был смешанной крови, с немного рыжими волосами, широким носом и торчащими усами. В летнее время он одевался как небогатый, несостоятельный человек; зимой носил длинное пальто и скупал на якутском базаре внутренние части животных. По тем же рассказам очень плохо кормил семью, свои дома сдавал в аренду 40 квартирантам и пытался жить по очереди 2-3 дня в каждом. Но в какие-то деловые поездки всё же одевался как богатый и состоятельный человек: чёрный фрак, шляпа того же цвета, белые сорочки и перчатки. Оставался переждать время в очень дорогих гостиницах, ел в наилучших ресторанах, всегда давал чаевые и путешествовал только на карете. Он покупал мануфактуру, колониальные и иные товары оптом, галантерею. Редко брал кредиты в банках и у других купцов 1-й гильдии и предпринимателей.
Есть и иная версия, что Эверстов ничего своим детям не оставил. В то время довольно частым было явление, что якутские пожилые люди заказывали себе гроб ещё до смерти. Эверстов привёз себе из центральной части страны дубовый гроб, и, попытавшись поднять его, умер в 88 лет, когда хотел перенести его из дома, так как гроб оказался слишком тяжёлым. Его сыновья внимательно осмотрели гроб и обнаружили, что в нём было двойное дно, в котором лежали золотые монеты, украшения и много денег. Именно такой образ распространяла советская власть.
С 1852 года Эверстов служил в городской ратуше Якутии, а затем собирал подати. После этого понемногу начал торговать и расширяться, а уже в 1860 году был причислен в якутские купцы 3-й гильдии, а через четыре года, в 1860 году, в купцы второй гильдии.
В 1888 году Эверстов, первейший в Якутии, становится купцом 1-й гильдии, в которой он совместно состоял также с женой и детьми до 1913 года; в 1901 г. был удостоен звания советника коммерции и потомственного почётного гражданина.
Жена — Евфимия Кирилловна (1830—1902). Её корни на данный момент проследить невозможно. Николай с Евфимией жили в хороших отношениях, любви и согласии, всего у них было 6 сыновей и одна дочка. Захар (род. 1855), Пётр (род. 1857), Николай (род. 1859), Василий (род. 1861), Мария (род. 1865), Дмитрий (род. 1968), Иван (род. 1875). Из них Николай, Мария и Захар прожили совсем немного и умерли рано.
Своё первоначальное накопление Эверстов накопил благодаря купле и продаже собственных товаров в Якутии, сбывая и покупая товары в Кяхте.
В 1869 году император Российской империи дал якутам беспошлинное право ввоза товаров через все порты Охотского моря. Данный поступок связан с тем, что якуты помогли России присоединить северо-восточные территории в состав страны, а также из-за дорогой жизни самых якут.
До конца жизни Николай Дмитриевич любил только свою жену и так и остался вдовцом, поэтому в старости был без руки помощи. В его трёх имениях жили его дети и даже внуки. Он не любил тратить деньги на себя, а вкладывал только в дело, и детей воспитывал тому же. Во время революции и установления власти советов его состояние утратило ценность.

### Общественная деятельность
Его, как умного, солидного и делового человека выбирали старостой Предтеченской церкви и якутского купечества. Он управлял многими попечительскими советами, например, комитетом о тюрьмах, женской и мужской прогимназии; был почётным гражданином; кроме того, Эверстов жертвовал многочисленные деньги на семинарии. Примерно в 1886 году вложил в якутскую женскую прогимназию 4000 рублей, в мужскую прогимназию — 1500 рублей, пожертвовал сиротам 1228 рублей. Но это не единственные такие пожертвования, были и другие, менее заметные.
Якутский город срочно имел нужду в открытии людного банка для банковский операцией по вкладу, переводу, платежу и выдачи кредитов. Изначально этот банк пытался основать купец 1-й гильдии И. П. Колёсов, однако его попытка была неудачной. В 1910 дума города Якутска получила из Москвы известие о том, что Н. Д. Эверстов собирается пожертвовать 50 000 рублей на учреждение этого самого банка. При этом он поставил три условия: 1) банк был бы назван его именем; 2) директором этого банка стал его сын — И. Н. Эверстов; 4) на прибыль был бы открыт приют. Со всеми этими требованиями согласились и 11 февраля 1911 года Правительствующим Сенатом был учреждён городской общественный банк в городе Якутске.

### Наследие
Окружной суд Якутска от 22 января 1916 года решил поделать наследство Н. Д. Эверестова между 9 детьми. Само наследство состояло из: ценные бумаги на сумму 490 000 рублей, вклад на 200 000 руб, счетов в Русско-Азиатском банке на 238 000 руб, в Сибирском Торговом и иных банках, товаров, долгов и векселей на общую сумму в 82 000 руб, конного и рогатого скота на 620 руб, недвижимого имущества 330 руб и всего на 953,9 тыс руб. Наследство было поделено в частности между Петром, Иваном Николаевичами и иными детьми умершего Василия.
Изначально наследники не получили доступа к отцовскому наследству, а ещё позже это наследство вместе с капиталом было раздроблено и разделено в виду революции, войны и банковских процентов. Из-за этого сыновья и иные лица-наследники не смогли открыть торговое предприятие, равное по размерам предприятий наследников А. И. Громовой, А. М. Коковина и других.

### Семья
Василий Николаевич Эверстов обучался в обычной якутской гимназии. В 1883 году его зачислили на воинскую службу в Иркутске. Там его похвалили, присвоив золотой знак за отличную учёбу. Был купцом 2-й гильдии и гласным Якутской гор. думы с 1894 по 1898 год, предпринимал попытки открыть золотодобывающее предприятие. Всего у него было 7 детей. В его семье всегда царила любовь. Умер он в 1909 году в Москве от сильнейшего истощения организма.
И. Н. Эверстов проходил обучение в Якутском реальном училище, а в 1893 году прошёл экстренные специальные испытания педагогического совета этого училища и был награждён народного учителя. С 1893 по 1895 работал учителем в Намском городском училище.